# Oreste Carlini
Oreste Carlini (San Casciano in Val di Pesa, 1827 – Livorno, 12 ottobre 1902) è stato un compositore e direttore d'orchestra italiano.

## Biografia
Oreste Carlini fu un apprezzato direttore di banda e compositore.  Scrisse un numero notevole di ballate, marce militare, un inno a Guido Monaco. La sua opera più celebre è la fantasia per banda La Mezzanotte. Scrisse anche opere teatrali quali Nozze Sospirate e Ildegonda.
Intorno al 1850, Carlini compose una straordinaria sinfonia per banda intitolata "Alfredo Cappellini", donata «a Sua Maestà Vittorio Emanuele II’ Re d’Italia» e custodita oggi nella Biblioteca Reale di Torino. La partitura e le parti della sinfonia, revisionate dal Maestro Domenico Vigna ed edite dalla Edizioni Musicali Wicky, sono disponibili al seguente link (cliccando sul link è possibile accedere alla partitura, ascoltare alcune parti della composizione, acquistare la partitura e le parti per banda/orchestra di fiati).
Visse a Livorno, in via Maggi, ove si trova una lapide posta nel 1906.
L'operetta L'importuno vince l'avaro va in scena nel 1873 al Teatro Alfieri (Firenze).
L'ultimo suo lavoro fu l'operetta, su libretto di Gaetano Tani, I Diavoli della Corte.
A lui è dedicata la Banda di San Casciano in Val di Pesa e il Gruppo Bandistico del Litorale Pisano "Oreste Carlini": formazione bandistica della costa tra Marina di Pisa e Livorno.